# Tália (keresztnév)
A Tália ógörög mitológiai eredetű női név – eredeti formában Θάλεια (ejtsd: Tháleia) - jelentése: virulás, boldogság, megelégedettség.

## Gyakorisága
Az 1990-es években szórványos név, a 2000-es években nem szerepel a 100 leggyakoribb női név között.

## Névnapok
- május 20.[2]
- augusztus 26.[2]

## Híres Táliák
- Thaleia, több görög mitológiai alak
- Thalía, mexikói énekesnő
- Thalia Zedek, amerikai rockénekesnő.